# Adrian Scott Stokes
Adrian Scott Stokes (n. 23 decembrie 1854, Southport, Anglia, Regatul Unit al Marii Britanii și Irlandei – d. 30 noiembrie 1935, Londra, Anglia, Regatul Unit) a fost un pictor englez.
În perioada Belle Époque a întreprins împreună cu soția sa Marianne Stokes mai multe călătorii. După o călătorie în Carpați cei doi au editat în anul 1909 la Londra albumul intitulat Hungary. 

## Galerie de imagini

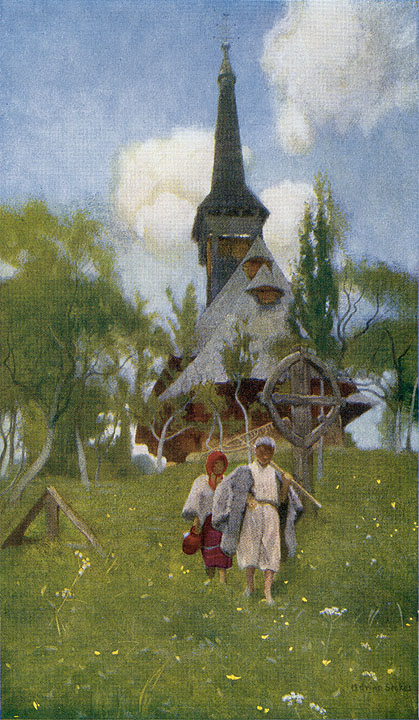
Biserica greco-catolică din Desești (1909)
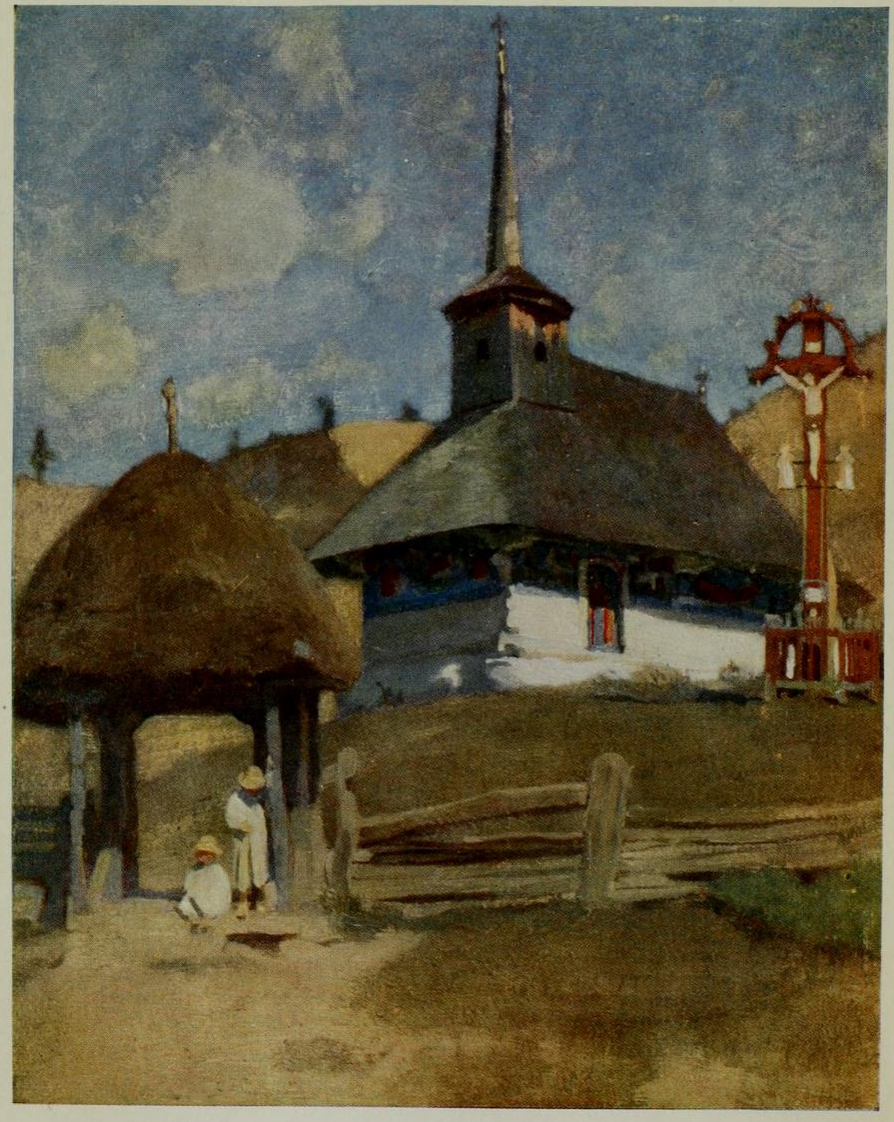
Biserica greco-catolică din Brâglez (1909)